# Dracaena thwaitesii
Dracaena thwaitesii är en sparrisväxtart som beskrevs av Eduard August von Regel. Dracaena thwaitesii ingår i släktet dracenor, och familjen sparrisväxter. Inga underarter finns listade i Catalogue of Life.